# Hippocoon fils d'Œbale
Pour les articles homonymes, voir Hippocoon.
Une proposition de fusion est en cours entre Hippocoon (père de Zeuxippe) et Hippocoon fils d'Œbale.
Dans la mythologie grecque, Hippocoon (en grec ancien Ἱπποκόων / Hippokóôn) est le fils d'Œbale, roi de Sparte et de son épouse Gorgophoné, fille de Persée. Selon d'autres traditions, il est le fils illégitime d'Œbale et de la nymphe Batia ; il a pour frères (ou demi-frères) Tyndare et Icarios.
À la mort d'Œbale, Tyndare monte sur le trône, mais il est chassé par Hippocoon qui s'appuie sur ses nombreux fils, les Hippocoontides (vingt selon Diodore, douze selon d'autres traditions). Tyndare et son frère Icarios sont alors exilés de Lacédémone.
Mais Hippocoon est tué par Héraclès avec nombre de ses fils à la suite du meurtre d'Œonos (l'un des compagnons du héros) par ces derniers. Héraclès rétablit alors Tyndare sur le trône.

### Sources antiques
- Pseudo-Apollodore, Bibliothèque [détail des éditions] [lire en ligne] (II, 7, 3 ; III, 10, 4-5).
- Diodore de Sicile, Bibliothèque historique [détail des éditions] [lire en ligne] (IV, 9).
- Hygin, Fables [détail des éditions] [(la) lire en ligne] (CLXIII).
- Pausanias, Description de la Grèce [détail des éditions] [lire en ligne] (III, 14-15).

### Études modernes
- Pierre Commelin, Mythologie grecque et romaine [détail des éditions] [lire en ligne].
- Pierre Grimal, « Hippotès », dans Dictionnaire de la mythologie grecque et romaine, Paris, Presses universitaires de France (PUF), 12e édition, 1994, p. 211.
- Olivier Gengler, « Héraclès, Tyndare et Hippocoon dans la description de Sparte par Pausanias », Kernos, no 18,‎ 2005, p. 311–328 (lire en ligne).